# Тверська вулиця (Москва)
 Тверська вулиця (від 1932 до 1990 року — частина вулиці Горького) — одна з найбільших вулиць Тверського району Центрального адміністративного округу міста Москви.
Йде від Кремля (Мохова вулиця / Мисливський Ряд) на північний захід до Тріумфальної площі (Маяковського), де переходить в 1-ю Тверську-Ямська вулицю.